# Kaduna (rivier)
De Kaduna is een 550 km lange rivier in Nigeria. De rivier ontspringt op het Plateau van Jos ten zuidwesten van Jos, stroomt in westelijke richting, onder andere door de stad Kaduna, en mondt uit in de Niger. De rivier ontleent zijn naam aan de krokodillen die in de rivier voorkomen.
In 1990 werd de rivier afgedamd in de staat Niger en ontstond het Shiroromeer. De stuwdam van Shiroro levert 600 MW aan elektriciteit.